# Friedrich Arnold von Eck
Johann Friedrich Arnold August von Eck (* 6. August 1785 in Dillenburg; † 23. Oktober 1870 in Wiesbaden) war ein deutscher Jurist und Mitglied der Zweiten Kammer der Landstände des Herzogtums Nassau.

## Leben
Friedrich Arnold von Eck war ein Sohn des Regierungsrats Georg Jacob Heinrich von Eck (1768–1805) und dessen Ehefrau Johanna Friederike Sophie Fritz (1759–1787).
Nach dem Studium der Rechtswissenschaften trat er in den nassauischen Staatsdienst.
1811 wurde er Hofbeständer (Hofverwalter) auf dem Erlenhof bei Mappershain.
1832 erhielt er ein Mandat in der Zweiten Kammer der Landstände des Herzogtums Nassau, gewählt aus der Gruppe der Grundbesitzer aus dem Wahlkreis Wiesbaden. Nachdem sein Mandat aberkannt worden war, wurde Heinrich Heimes sein Nachfolger.
Von 1845 an war er Hofverwalter auf dem Rödeler Hof bei Welterod.

### Familie
Am 9. Oktober 1812 heiratete er in Dillenburg Amalie Victoria Grüter (1791–1852), Tochter des Adjutanten Johann Gottfried Grüter und der Elisabeth Arnoldine Pagenstecher. Aus der Ehe stammen die Kinder Victor (1813–1893, liberaler Politiker und Abgeordneter), Ernst (1826–1888), Amtsrichter und Vater des Adolf von Eck (1860–1923, Abgeordneter) und Amalie Christine Henriette († 1900, ⚭ Emil Haupt).